# Maurice Malpas
Maurice Daniel Robert Malpas (Dunfermline, 3 augustus 1962) is een Schots voormalig profvoetballer die zijn gehele loopbaan, van 1979 tot 2000, als verdediger voor Dundee United uitkwam. Malpas wordt gerekend tot de beste linksachters in de Schotse historie.

## Clubcarrière
Maurice Malpas, die meestal als linksachter speelde, bracht zijn gehele spelerscarrière door bij het Schotse Dundee United. Hij werd Schots landskampioen in 1983 en won de Scottish Cup meer dan tien jaar later, in 1994. In 1984 stond Malpas met de club in de halve finale van de voormalige Europacup I (tegenwoordig de UEFA Champions League) tegen het Italiaanse AS Roma. Roma versloeg Dundee en Malpas in de terugwedstrijd met 3–0: doelpunten van Roberto Pruzzo in de eerste helft en een strafschop van Agostino Di Bartolomei op het uur. Dundee won de eerste wedstrijd nochtans met 2–0. Bij Dundee meenden ze dat de scheidsrechter was omgekocht, wat bewaarheid werd in 2018. Indien Malpas en zijn ploeggenoten hadden gewonnen, dan hadden ze de finale tegen het Engelse Liverpool moeten spelen.
Voorts verloor Malpas vier keer de Schotse bekerfinale met Dundee United. Uiteindelijk speelde hij meer dan 600 competitiewedstrijden voor Dundee United. Aan het einde van het seizoen 1999/2000 zette hij een punt achter zijn loopbaan, op 38-jarige leeftijd.
Zijn laatste wedstrijd dateert van 21 mei 2000, een uitwedstrijd tegen Celtic (2–0 verlies).

## Erelijst
| Competitie                |               |               |
| Competitie                | Aantal        | Jaren         |
| Dundee United             | Dundee United | Dundee United |
| ------------------------- | ------------- | ------------- |
| Scottish Premier Division | 1×            | 1982–83       |
| Scottish Cup              | 1×            | 1993–94       |

## Interlandcarrière
Maurice Malpas verzamelde 55 interlands voor het Schots voetbalelftal, van 1984 tot 1992. Hij nam deel aan drie grote landentoernooien: het wereldkampioenschap voetbal 1986 in Mexico, het wereldkampioenschap voetbal 1990 in Italië en EURO 1992 in Zweden.